# 何能彬
何能彬（1912年3月—1989年1月25日），湖南省平江县人。中国人民解放军开国少将。

## 生平
1927年5月追随涂正坤参加革命。1928年7月参加平江起义，同年加入共青团，1930年转党。历任红八军8团班长、红三军团2师卫生队指导员、红3军团随营学校连指导员、红军大学上干队指导员。
抗日战争爆发后，任八路军一一五师骑兵营总支书记，参加了平型关战役。1937年底任晋察冀军区第二军分区兼第二支队（任司令员兼政委赵尔陆）第5大队大队长。百团大战中，任晋察冀军区第二军分区特务营营长，左臂中弹感染，医生主张截肢，郭天民再三要求医生想办法治疗，并派人四处找药，最终保全了何能彬的肢体。伤愈后就地出任了晋察冀二分区第五（河南）区队区队长，坚持对大同第一线的武装斗争。1945年2月任冀热辽第十八军分区司令员。
1946年1月至3月，何能彬任冀东纵队第十四旅旅长，率第一、五十七、六十一团参加第一次和第二次承德保卫战，在桲椤树川村围歼敌五十四师，在平泉县小沟阻击敌四师的进攻。1946年8月下旬指挥十四旅在高寺台、中关一线抗击敌五十四师的进攻，掩护热河省机关和军区直属队向隆化撤退。1946年9月17日冀任察热辽军区独立第十七旅旅长，同十三旅强攻乃林之敌暂编十八师第一、二团，歼敌650人。1946年9月23日至25日率十七旅与十三、十六旅协同作战解放宁城，歼敌暂编十八师第三团千余人。1946年11月任热北军分区司令员。1947年初夏，率第五、十三旅、热河骑兵大队，在围场锥子山全歼敌1个整团。1947年6月，率骑兵同十七旅、十八旅配合追击放弃赤峰逃到三十家子的敌人，获辎重百余马车，歼敌4000人，而后解放天义。1947年6月29日至7月1日，十七旅担任主攻，同十六、十八、十三旅解放北票，歼敌九十三军十八师2176人。1947年7月任朱德骑兵师师长。1947年11月9日，率朱德骑兵师同东野第八、第九纵队在义县以西、朝阳寺、九关台门歼敌九十二、九十四军两个师6500人，生俘1000多人。1948年1、2月间，配合蒙古骑兵团孔飞部在乌丹剿匪。1948年4月23日配合冀察热辽独立第七师解放坝上重镇多伦，歼敌2000多人。1948年10月11日，率朱德骑兵师参加辽沈战役，10月26日至28日，配合四野主力部队全歼敌廖耀湘“西进兵团”5个军。1948年11月29日,东北野战军炮兵司令部奉命改称为第四野战军特种兵司令部，任骑兵师师长。1949年2月3日，何能彬率骑兵师参加北平入城式。1949年4月,东北人民解放军冀察热辽军区骑兵师改编为中国人民解放军骑兵第五师任师长。
1950年11月任天津市公安总队总队长。1951年2月任中国人民解放军骑兵学校校长。1951年7月任武汉市公安总队总队长。1953年2月任湖南公安总队总队长。1955年，授予中国人民解放军少将（准军级）。1956年2月任湖南省军区副司令员，同时任湖南省国防体育协会会长；1958年7月，兼任湖南省体育运动委员会主任、党组书记、湖南体育学院院长，直至1968年5月。1968年在长沙东湖干休所离职休养。
夫人牛华文：1937年参加革命。